# CIP4
Die CIP4 (International Cooperation for the Integration of Processes in Prepress, Press and Postpress) ist ein Zusammenschluss von Herstellern, Beratern und Anwendern aus der Druckindustrie, mit dem Ziel, auf Basis allgemein anerkannter Standards, die Prozessautomatisierung in der Grafischen Industrie voranzubringen. Fast alle international namhaften Hersteller aus dem Bereich der Grafischen Industrie sind Mitglied bei CIP4. Hierbei sind alle Bereiche des Arbeitsablaufs in der Grafischen Industrie vertreten, von Design über Druckvorstufe, Digital- und konventionelle Druckverfahren bis zur Weiterverarbeitung.
CIP4 verwaltet bzw. entwickelt derzeit 3 Standards für die Grafische Industrie:
- Job Definition Format inklusive des Job Messaging Formats.
- PrintTalk, ein Standard zur Beschreibung von Druckaufträgen auf Basis von cXML.
- Print Production Format, ein Vorläufer des Job Definition Formats zur Beschreibung von Druckaufträgen, häufig auch CIP3 format genannt.
- Exchange Job Definition Format, XJDF, eine Weiterentwicklung und Vereinfachung des Job Definition Formats, JDF
- Exchange Job Messaging Format, XJMF, eine Weiterentwicklung und Vereinfachung des Job Messaging Formats, JMF